# Dalgaranga
Dalgaranga – mały krater uderzeniowy w Australii Zachodniej. Jest on widoczny na powierzchni ziemi.
Krater ma średnicę 20 m, powstał ok. 270 tysięcy lat temu na skutek uderzenia meteoroidu o składzie żelazno-kamiennym w skały krystaliczne. Znajduje się on na rozległym ranczu Dalgaranga Station, dzięki suchemu klimatowi tego obszaru zachował się w prawie niezmienionej formie. Na dnie krateru i wzdłuż południowego brzegu występuje brekcja. Na północnej krawędzi odsłonięte warstwy granitu są przemieszczone, ustawione w pozycji pionowej, a nawet całkowicie odwrócone. Na wschód od krateru, na odległości 40 m rozciąga się promieniście smuga materii wyrzuconej z krateru. Uderzający obiekt należał do mezosyderytów, znaleziono setki jego fragmentów.